# Грем Стілвел
Грем Стілвел (англ. Graham Stilwell; 15 листопада 1945 — 31 січня 2019) — колишній британський тенісист.
Найвищу одиночну позицію світового рейтингу — 62 місце досяг 14 червня 1976 року.
Здобув 3 парні титули.
Найвищим досягненням на турнірах Великого шолома був фінал в парному розряді.
Завершив кар'єру 1975 року.

## Фінали за кар'єру

### Парний розряд (2–4)
| Результат | Ранг | Дата | Турнір                   | Покриття | Партнер         | Суперники                             | Рахунок       |
| --------- | ---- | ---- | ------------------------ | -------- | --------------- | ------------------------------------- | ------------- |
| Поразка   | 1.   | 1969 | Стокгольм Швеція         | Килим    | Андрес Хімено   | Рой Емерсон Род Лейвер                | 4–6, 2–6      |
| Поразка   | 2.   | 1973 | Копенгаген, Данія        | Килим    | Марк Кокс       | Том Гормен (тенісист) Ерік ван Діллен | 4–6, 4–6      |
| Перемога  | 1.   | 1973 | Кельн, Західна Німеччина | Килим    | Марк Кокс       | Том Оккер Марті Ріссен                | 7–6, 6–3      |
| Перемога  | 2.   | 1973 | Колумбус, США            | Тверде   | Джералд Беттрік | Колін Діблі Чарлі Пасарелл            | 6–4, 7–6      |
| Поразка   | 3.   | 1973 | Чикаго, США              | Килим    | Джералд Беттрік | Овен Девідсон Джон Ньюкомб            | 7–6, 6–7, 6–7 |
| Поразка   | 4.   | 1973 | Лондон, Велика Британія  | Килим    | Джералд Беттрік | Марк Кокс Овен Девідсон               | 4–6, 6–8      |